# Cantó de Sent Privat
El cantó de Sent Privat és un cantó francès del departament de la Corresa, situat al districte de Tula. Té 10 municipis i el cap és Sent Privat.

## Municipis
- Auriac
- Bassinhac de Dessus
- Darasac
- Auta Faja
- Rilhac e Santria
- Sent Cirgues la Loira
- Sent Genes au Merle
- Sent Julian al Bois
- Sent Privat
- Serviera lo Chasteu

## Història
| Data d'elecció                           | Identitat           | Partit                     | Qualitat |
| ---------------------------------------- | ------------------- | -------------------------- | -------- |
| 1970-1976                                | M. Barbail          | Divers droite              |          |
| 1976-1982                                | Michel Denis        | PS                         |          |
| 1982-2001                                | Jean-Pierre Bechter | RPR                        |          |
| 2001-                                    | Serge Galliez       | Divers droite, després UMP |          |
| les dades anteriors no són pas conegudes |                     |                            |          |
|                                          |                     |                            |          |

| 1962  | 1968  | 1975  | 1982  | 1990  | 1999  | 2006  |
| ----- | ----- | ----- | ----- | ----- | ----- | ----- |
| 4.531 | 5.023 | 4.746 | 4.592 | 4.249 | 3.799 | 3.724 |